# Bildnis Marianne Werefkin

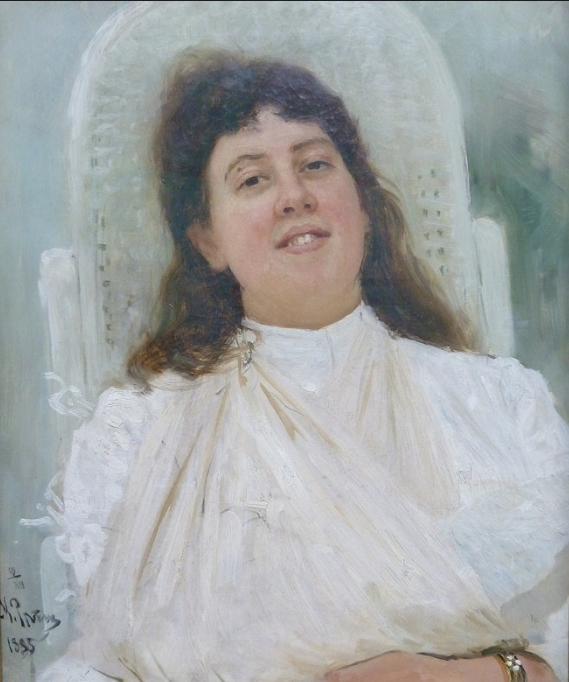
Ilja Jefimowitsch Repin: „Bildnis Marianne Werefkin“, 1888, ehemalige Sammlung Ernst Alfred Aye, heute Museum Wiesbaden

Bildnis Marianne Werefkin ist der Titel eines Porträts, das Ilja Jefimowitsch Repin 1888 von der russischen Künstlerin Marianne von Werefkin malte. Ehemals gehörte es zum Inventar ihres
Atelierhauses auf dem Landgut ihrer Familie in Litauen, das sich nur wenige Kilometer nordwestlich der Provinzstadt Utena erhalten hat. Werefkin vererbte das Bild an Ernst Alfred Aye. 1958 wurde es von dem damaligen Museumsdirektor Clemens Weiler im Kunsthandel für das Museum Wiesbaden erworben. Es trägt die Inventar-Nummer M 766.

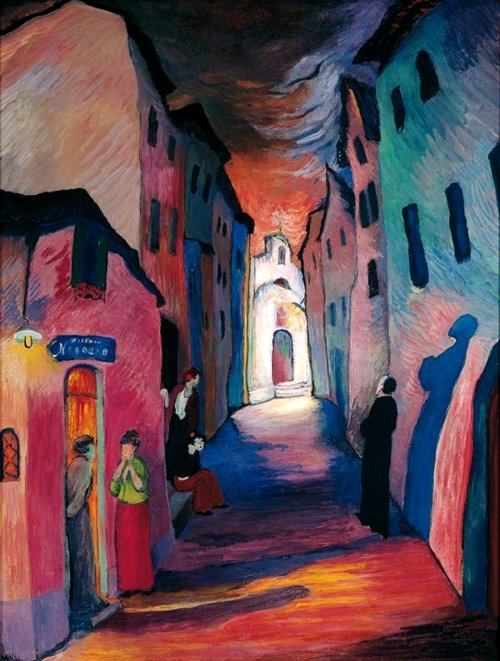
Marianne von Werefkin: „Ave Maria“, um 1927. Fondazione Marianne Werefkin, Ascona. Das Bild zeigt Ernst Alfred Aye als Priester vor einem Freudenhaus

## Technik, Maße und Beschriftung
Es handelt sich um eine Ölmalerei auf Leinwand. Die Maße des Hochformats betragen 60 × 51 cm. Die Signatur lautet in kyrillischer Schrift: „I. Rjepin“. Lange Zeit wurde das Gemälde fälschlicherweise „1885“ datiert. Bei genauerem Hinsehen konnte die Datierung zuverlässig als „10.12 1888“ identifiziert werden.

## Bildbeschreibung
Repin wählte das Bruststück als Bildformat, um die dunkelhaarige Werefkin zu porträtieren. Sie sitzt auf einem Stuhl, dessen Rückenlehne mit Rattan bespannt ist und dessen oberer Abschluss in einem Halbkreis endet. Dieser wirkt über dem Kopf der Werefkin – von Repin gewisslich beabsichtigt – wie ein Nimbus.
Das Gemälde entstand nach einem Jagdunfall, den Werefkin im elterlichen „Posoli-Wald“ in Litauen erlitt. Bei einer Rast hatte sie sich "ungeschickterweise"  auf den Lauf ihrer mit Schrot geladenen Flinte gestützt. Der Rock verwickelte sich bei einer Bewegung mit dem Gewehrhahn und löste den Schuss aus, der sie fast das Leben gekostet hätte, und die rechte Hand für immer verkrüppelte. Das geschah im November 1888.
Repin war erschrocken, als er vom Unfall hörte. Ihm schien die Künstlerlaufbahn der Werefkin beendet zu sein. Werefkins Daumen und Zeigefinger blieben für immer unbeweglich, obwohl sie mit unendlicher Ausdauer übte. Nach anfänglichen Versuchen mit der linken Hand entschloss sie sich 1889 wieder mit der rechten Hand zu malen. Mit der linken, gesunden Hand legte sie fortan Bleistift, Pinsel oder Kohle über den Ringfinger der verkrüppelten rechten Hand, um das Werkzeug mit dem Mittelfinger und dem kleinen Finger zu erfassen und zu führen. Künftig war sie gezwungen, ihre Malwerkzeuge, egal ob Stift oder Pinsel, in besonderer Weise mit kleinen Halterungen zu versehen, so dass diese ihr bei der Arbeit nicht entgleiten konnten. Die ungewöhnliche Handhabung von Zeichenstift und Pinsel verursachte ihr oftmals nicht nur Schmerzen, sondern führte auch dazu, dass sich an den beiden gesunden Fingern durch die angespannte Haltung des Malerwerkzeuges stets eine dicke Hornhaut entwickelte. Wenn sich Werefkin unbeobachtet fühlte, entfernte sie diese mit einem Messerchen, das sie immer bei sich hatte.

## Charakterisierung in lichten und weißen Farben
Während des Genesungsprozesses porträtierte Repin die Kranke. Fotos scheinen ihm als Vorlage gedient zu haben. Die Gegenüberstellung mit dem Gemälde zeigt einen Unterschied. Der jungen Frau auf dem Foto sieht man in Haltung und Gesichtsausdruck die Nebenwirkung der Krankheit und Niedergeschlagenheit ob des fatalen Unfalles an. Repin schildert dagegen in seinem Gemälde jene markanten, lebensbejahenden Wesenszüge, die er und andere Freunde gewöhnlich bei der Baronin vorfanden. Repin stellte Werefkin ausschließlich lichten und weißen Farben dar. Er gestaltete das Bild so lebendig, dass der Eindruck entsteht, sie sitze, hin- und herwippend, in einem Schaukelstuhl und könnte jeden Moment aufspringen, um den Arm und die Hand aus dem Verband zu lösen als wäre die Verletzung nur ein harmloser Spuk gewesen. "Kopfhaltung, Blick und Mimik sind ganz typisch für die Baronin. Sich ein wenig überlegen gebend, lächelt sie den Betrachter an und fixiert ihn mit einem Blick, als führe sie einen Schabernack im Schilde."  Somit stellte Repin mit seiner Malerei genau jene Charakterzüge der Werefkin dar, die die Dichterin Else Lasker-Schüler veranlassten, die Baronin „den adeligen Straßenjungen“ zu nennen, der als „Schelm der Russenstadt; im weiten Umkreis jeden Streich gepachtet“ habe.